# Économie du plasma
L'économie du plasma (en chinois : 血浆经济), était une campagne chinoise (1991 à 1995) de collecte de plasmaphérèse ayant eu lieu dans la province du Henan. Le but de la campagne était la collecte de plasma snaguin en échange d'argent. Le succès certain a attiré 3 millions de donneurs, essentiellement des ruraux, et a infecté 40% des donneurs avec le VIH.
Le succès de la campagne est notamment liée à la forte demande des entreprises de biotechnologie, lesquels reposent sur ces collectes pour tirer plus de profits. Les normes de santé et de sécurité étaient faibles, la collecte manquait de procédures de stérilisation appropriées ; les aiguilles, les poches de sang et autres équipements en contact avec le sang étaient souvent recyclés et réutilisés.
En 2003, on estimait à 1,2 million le nombre de personnes étant touchées par le sida dans la province du Henan.

## Contexte
À la fin des années 1980, le gouvernement central chinois a introduit une politique de « planification du don de sang » en raison de la demande de sang dans les zones urbaines. Les gouvernements locaux ont donc organisées de vastes campagnes de collectes. En 1990, des milliers de centres publics et commerciaux de collecte de sang et de plasma sanguin avaient été créés à travers la Chine, attirant des donneurs grâce à des paiements pouvant équivaloir à plus d'un mois de revenu pour certains agriculteurs.

## Histoire
En Chine, le don du sang repose principalement sur les incitations financières. Au début des années 1990, le pays limite les importations de sangs et fait appel aux investissements locaux de sociétés pharmaceutiques. Les principales stations de ces entreprises étant au Henan, la politique s'installe d'abord là-bas. La vente de plasma sanguin était considérée par les habitants comme un moyen de réduire la pauvreté. Ils se sont donc tournés vers leur propre sang pour trouver une source de revenus en espèces qui leur permettrait de participer à la nouvelle économie de marché libéralisée de la Chine. Le gouverneur de la région de l'époque, Li Changchun, est tenu en partie responsable pour la politique menée dans la région du Henan.
Lors de la plasmaphérèse, le plasma sanguin est prélevé chez le donneur, tandis que les autres constituants du sang, tels que les globules rouges, sont restitués au donneur. Le plasma sanguin est ensuite vendu à des sociétés pharmaceutiques pour produire des produits à base de sang. Pour réduire les coûts, certaines stations ont mélangé plusieurs sangs dans la même centrifugeuse, ce qui a entraîné une contamination sanguine à grande échelle. En conséquence, en 1995, ces stations ont été fermées dans la province du Henan, tandis que la collecte de sang a été restreinte par région.
L’impact de la campagne Plasma Economy a eu un effet durable sur les populations locales. On estime qu'en 1999 que 43 % des donneurs de sang du comté de Caixian, dans le Henan, étaient infectés par le sida. Dans le village de Wenlou, le chiffre monte à plus de 65 % des résidents testés,.
En 2004, la Chine a admis que la collecte commerciale de plasma était responsable d’un quart de tous les cas d’infection par le VIH en Chine et que l’épidémie avait atteint bien au-delà de la province du Henan.
Le livre Dream of Ding Village, publié en 2005, de Yan Lianke, militant de la lutte contre le VIH/SIDA, est basé sur cet incident.
Une pièce de théâtre complète, The King of Hell's Palace, a été créée au Hampstead Theatre de Londres le 5 septembre 2019 et a donné une dramatisation des événements du scandale de l'économie du plasma dans la province du Henan dans les années 1990. Il a été écrit par Frances Ya-Cha Cowig et réalisé par Michael Boyd .[réf. nécessaire]